# Sebastián Viera
Mario Sebastián Viera Galaín (født 7. marts 1983 i Florida, Uruguay) er en uruguayansk fodboldspiller, der spiller som målmand hos den colombianske klub Atlético Junior. Han har spillet for klubben siden 2020, hvor han kom til fra Larisa i Grækenland. Derudover har han også repræsenteret Nacional i sit hjemland samt Villarreal CF i Spanien.

## Landshold
Viera nåede i sin tid som landsholdsspiller (2004-2009) at spille 15 kampe for Uruguays landshold, som han debuterede for i år 2004. Han var samme år med til at føre holdet frem til bronzemedaljer ved Copa América. Hans rolle på landsholdet har dog som oftest været som reserve for førstevalget Fabián Carini.